# Kemosabe Records
Kemosabe Records é uma gravadora estadunidense pertencente à Sony Music Entertainment, fundada em 2012 por Lukasz Gottwald com base em Los Angeles, Califórnia. A companhia funciona com um dos quatro grupos da Sony Music.

## História
Em novembro de 2011, a Sony Music Entertainment, em parceria com Lukasz "Dr. Luke" Gottwald, criou a Kemosabe Records. A empresa lança trabalhos juntamente com a Sony Music. Segundo o New York Times, Gottwald contratará sua própria equipe e cantores.